# Propaan
Propaan is een eenvoudige koolwaterstof uit de groep der alkanen, met als brutoformule C3H8. De stof komt bij kamertemperatuur voor als een kleurloos en reukloos gas, dat zeer licht ontvlambaar is. Het gas wordt gewonnen uit aardolie en aardgas.

## Toepassingen
Propaan wordt in gasflessen en voor bulktanks verkocht als brandstof voor koken, stoken en als warmwatervoorziening. Ook is het een bestanddeel van autogas, in de volksmond lpg. Autogas is een mengsel van propaan en butaan (eveneens een lpg). Propaan wordt ook gebruikt als koudemiddel in koelkasten en airconditioning (en hoewel de ontvlambaarheid het daarvoor geen ideale stof maakt, is het milieuvriendelijker dan de ouderwetse cfk's zoals freon).

## Toxicologie en veiligheid
Mengsels van propaan met lucht of zuurstof zijn explosief en zeer brandbaar. Zulke mengsels kunnen ontstaan als het gas ontsnapt en zich met de lucht vermengt. Een vonk, een vlam of een andere vorm van open vuur kan een ontploffing of een brand veroorzaken.
De relatieve dichtheid ten opzichte van lucht bedraagt ongeveer 1,56: het is dus in gasvorm zwaarder dan lucht. Vandaar de noodzaak om onderventilatie te voorzien voor de veiligheid. Wanneer onvoldoende ventilatie aanwezig is, kan het gas zich laag bij de grond ophopen waardoor een gevaarlijke situatie kan ontstaan. Om het gas detecteerbaar te maken door de geur, worden zeer kleine hoeveelheden ethaanthiol toegevoegd.
Bij de verbranding van propaan wordt er enkel koolstofdioxide en water gevormd:
{\displaystyle {\ce {C3H8 + 5O2 -> 3CO2 + 4H2O}}}
Bij onvolledige verbranding ontstaat ook een gedeelte koolstofmonoxide. Beide verbrandingsreacties zijn zeer exotherm en kunnen explosief zijn. De verbrandingsenthalpie bedraagt −2,2197 MJ/mol.
Omdat propaan van zichzelf geurloos is wordt vaak de stof mercaptaan toegevoegd aan propaan dat in gasflessen zit. De zwavelachtige geur van mercaptaan alarmeert de gebruiker zodat een eventueel lek of mankement tijdig kan worden gesignaleerd.